# 気ままにLB
『気ままにLB』（きままにエルビー）は、2013年3月30日まで九州朝日放送 (KBC) で土曜 10:30 - 11:25に放送されていた地域情報番組。

## 概要
放送開始当初から「土曜の生活時間にふさわしい」「わかりやすい」「親しみやすい」番組構成にしていた。さらに2006年12月1日にはKBCでも地上デジタル放送が始まり、この番組もハイビジョン方式で放送されるようになった。
九州と山口で台風や地震などの災害が発生した際には、この番組の枠が九州・山口ブロックネットの報道特別番組に切り替えられ、担当キャスターも夕方の『スーパーJチャンネル九州・沖縄』担当の近藤鉄太郎と武藤麻美に変わった。

## 出演者

### 第1期MC
- 高島宗一郎
- 影平晶
- バンカヨコ

### 第2期MC
- 浜田しのぶ
- 影平晶
- 村仲ともみ
- 平川尚子

### 第3期MC
- 村仲ともみ
- 深町健二郎

### リポーター
- 山田優子 - 中継リポーターを担当。
- 依布サラサ